# Linwood (Kansas)
Linwood város az USA Kansas államában, Leavenworth megyében. Lakosainak száma 415 fő (2020. április 1.).

## Népesség
A település népességének változása:
| Lakosok száma | 125  | 375  | 415  |
|               | 1880 | 2010 | 2020 |